# Мехмед Дърала
Мехмед Хасан паша Дърала (на албански: Mehmet Hasan Pashë Dërralla) е османски военен и деец на Албанското възраждане.

## Биография
Дърала е роден в 1847 година в тетовското албанско село Градец, тогава в Османската империя и затова е известен и като Калканделени (Kallkandeleni), тоест Тетовец. Баща му Хасан Дърала е албански активист. Учи в мектеб в Тетово, после в Скопие, Битоля и в Османската военна академия в Цариград. Става военен и служи в Анадола. Достига до чин генерал, като получава и титлата паша. Служи като генерал от жандармерията в Багдад, Алепо и Солун.
При създаването на Призренската лига в 1878 година напуска военната служба и се включва активно в надигащото се албанско национално движение. Съветник е на Сюлейман Вокши до разгромяването на лигата в 1881 година. Дърала успява да се спаси и в 1899 година се включва в Печката лига, която след една година също е разбита от властите. Дърала е заловен и заточен в Ирак.
След Младотурската революция в 1908 година е освободен и се връща. В 1910 – 1912 година участва активно в Албанските въстания и действа успешно срещу сръбските части в района на слива на Бели и Черни Дрин.
През ноември 1912 година Дърала е сред подписалите Декларацията за независимост на Албания и по предложение на Иса Болетини е назначен за министър на войната в правителството на Исмаил Кемали. През Първата световна война участва в качашкото движение срещу Сърбия. В 1916 година Дърала е заловен от сръбски части и затворен в Белград и Подгорица, където е отровен.